# 昆深高速动车组列车
昆深高速动车组列车云南省省会昆明市昆明南站至广东省深圳市深圳北站的高速动车组列车，现每天开行1.5对列车，列车客运乘务由昆明局集团昆明客运段和广州局集团广九客运段担任。

## 历史
2017年1月5日，配合沪昆高速铁路贵阳北至昆明南段开通，新增G2924/2921、G2922/2923次列车；并将原贵阳北~深圳北G2917/2918次列车延长至昆明南站始发终到，车次调整为G2928/2925、G2926/2927次。
2022年12月26日，G2928/2925、G2926/2927次列车调整至六盘水站始发终到。
2023年10月11日，G2928/2925、G2926/2927次列车恢复昆明南站始发终到。
2024年6月15日，G2926/2927次列车延长至汕尾站始发，车次调整为G2967/2966次。

## 使用列车
G2924/2921、G2922/2923次列车使用配属昆明局集团昆明南动车运用所的CRH380A，重联运行；G2928/2925次列车使用配属广州局集团深圳动车运用所的CR400AF-A。